# 克里斯茨-费斯切·拉约什
克里斯茨-费斯切·拉约什（Keresztes-Fischer Lajos，1884年1月8日—1948年4月29日）是一位匈牙利军官，曾在1938年担任匈牙利武装力量总参谋长。拉约什的哥哥是政客、内政大臣克里斯茨-費斯切·費倫茨。
箭十字黨政变期间（1944年10月15-16日），克里斯茨-费斯切和兄长均被盖世太保逮捕，而且被送进达豪集中营。自1945年起，克里斯茨-费斯切兄弟移居奧地利。1948年4月29日，就在哥哥费伦茨去世一个多月后，克里斯茨-费斯切·拉约什也离世了。